# Úholičky
Úholičky (en allemand : Uholitz) est une commune du district de Prague-Ouest, dans la région de Bohême-Centrale, en Tchéquie. Sa population s'élevait à 798 habitants en 2020.

## Géographie
Úholičky se trouve à 4,5 km à l'ouest de Roztoky et à 10 km au nord-ouest du centre de Prague.
La commune est limitée par Tursko au nord, par Libčice nad Vltavou et Roztoky à l'est, par Únětice à l'est et au sud, et par Velké Přílepy à l'ouest.

## Histoire
La première mention écrite de la localité date de 1088.

## Patrimoine
- Château d'Úholičky

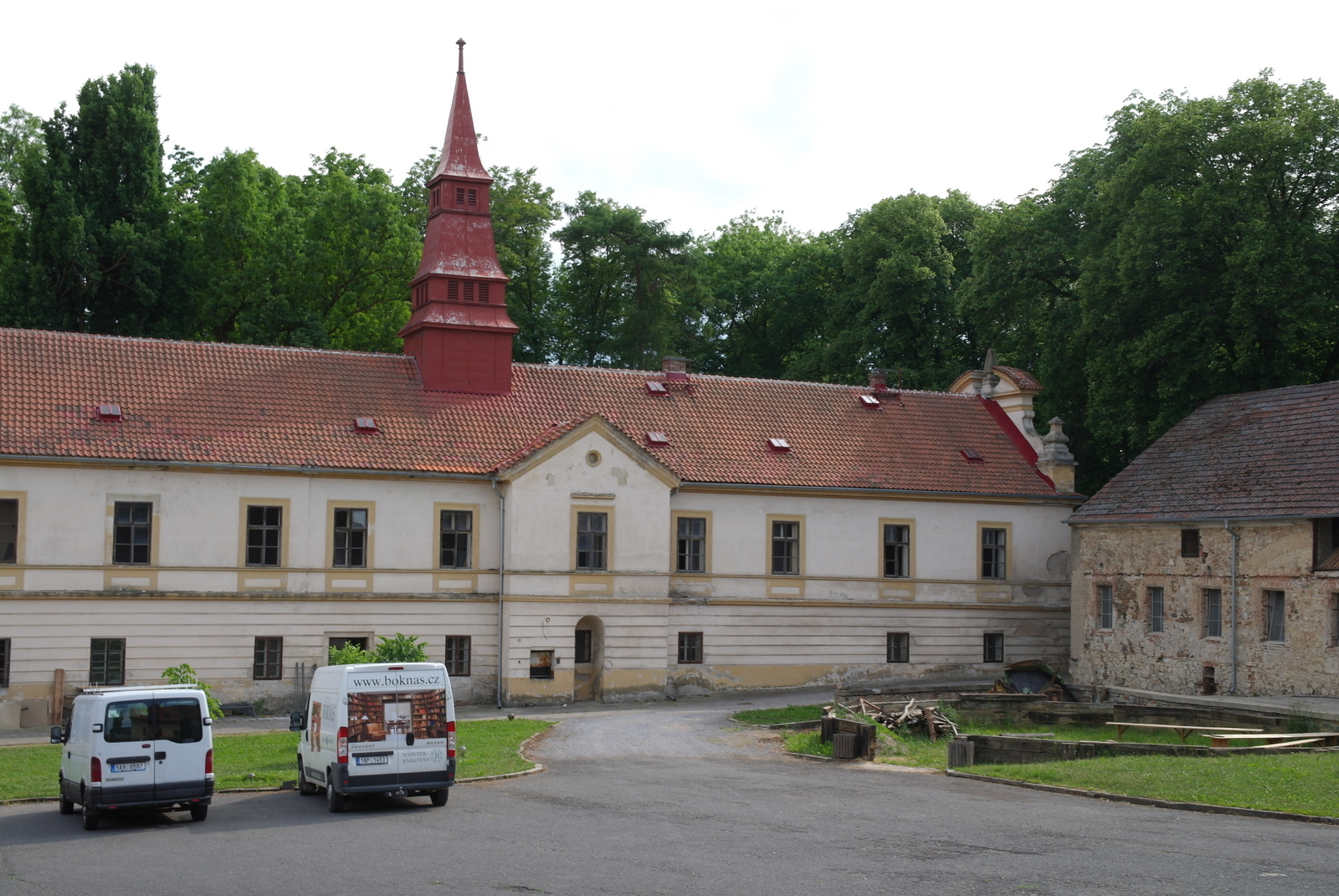
Château d'Úholičky : façade.
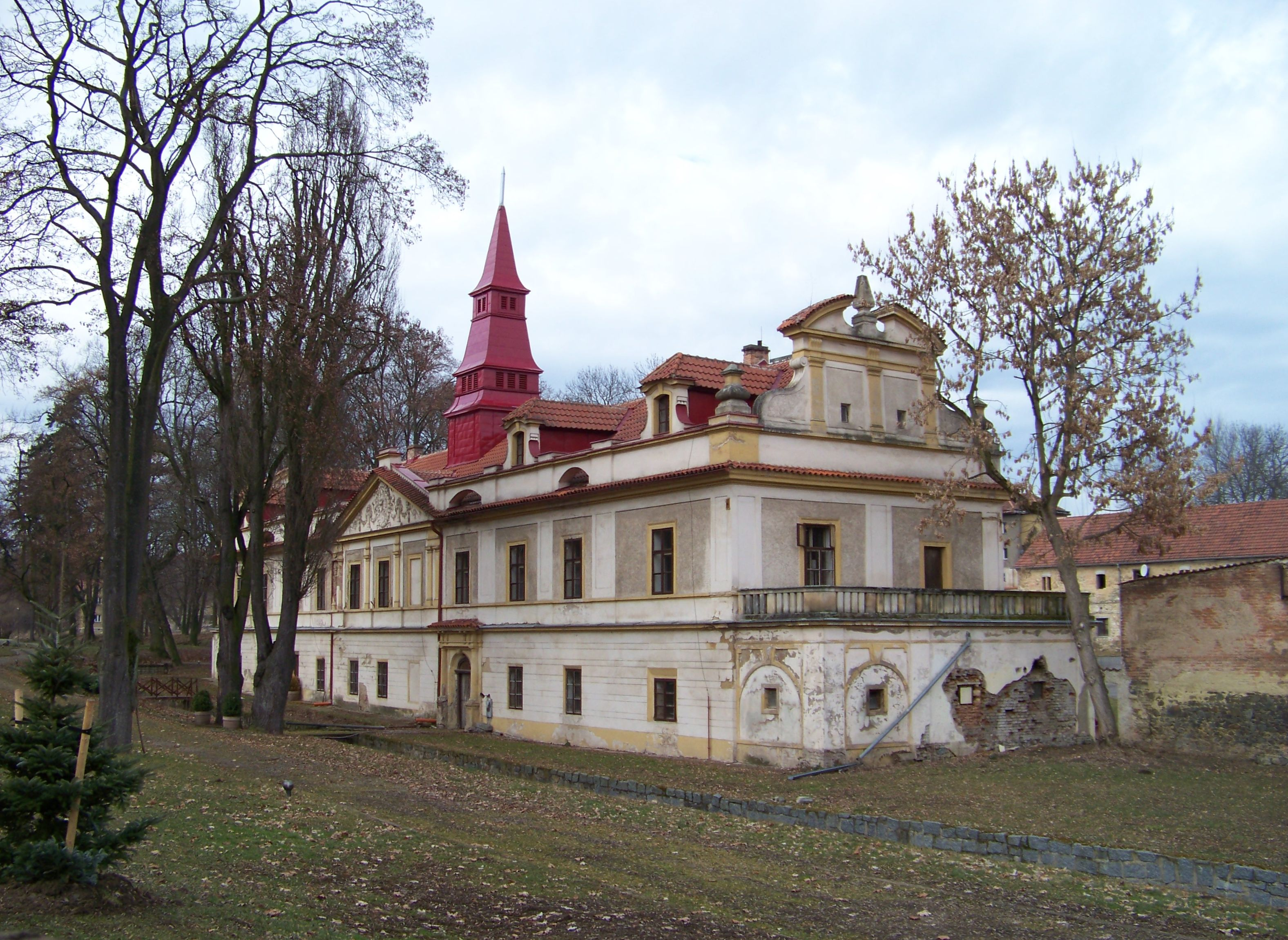
Château d'Úholičky.

## Transports
Par la route, Úholičky se trouve à 6 km de Roztoky et à 17 km du centre de Prague.